# Alain Robert
Alain Robert (født Robert Alain Philippe 7. august 1962) også kendt som «Spiderman» er en fransk klatrer.
Han har klatret flere af verdens største og kendte bygninger, og anvender ingen form for sikring, tov eller andre hjælpemidler, kun hænder og fødder. Han har klatret over 70 skyskrabere over hele verden, inklusive Empire State Building, Willis Tower og Petronas Towers. Han har også klatret andre bygningsværk, som Eiffeltårnet og Golden Gate Bridge.

## Liste over nogle bygninger han har klatret
- 28. marts 2011 -  Forenede Arabiske Emirater Burj Khalifa - 828 m
- 5. november 2010 -  Singapore Singapore Flyer 165m (diameter)
- 30. august 2010 -  Australien Lumiere building - 151
- 7. april 2010 -  Frankrig GDF Suez building - 185 m
- 28. februar 2010 -  Indien The Amanora Tower - ukendt
- 8. oktober 2009 -  Frankrig Ariane building - 230 m
- 1. september 2009 -  Malaysia Petronas Towers - 452 m
- 2. juni 2009 -  Australia RBS Tower - 218 m
- 5. juni 2008 -  USA New York Times Building - 228 m
- 4. september 2007 -  Rusland Federation Tower (bygning C) - 526 m
- 1999 - Frankrig Grande Arche 110 m